# Медосмотр
Медосмо́тр или Медицинский  осмотр (лат. inspectio) — комплекс медицинских процедур, проводимых с целью выявления патологических состояний, заболеваний и факторов риска их развития.

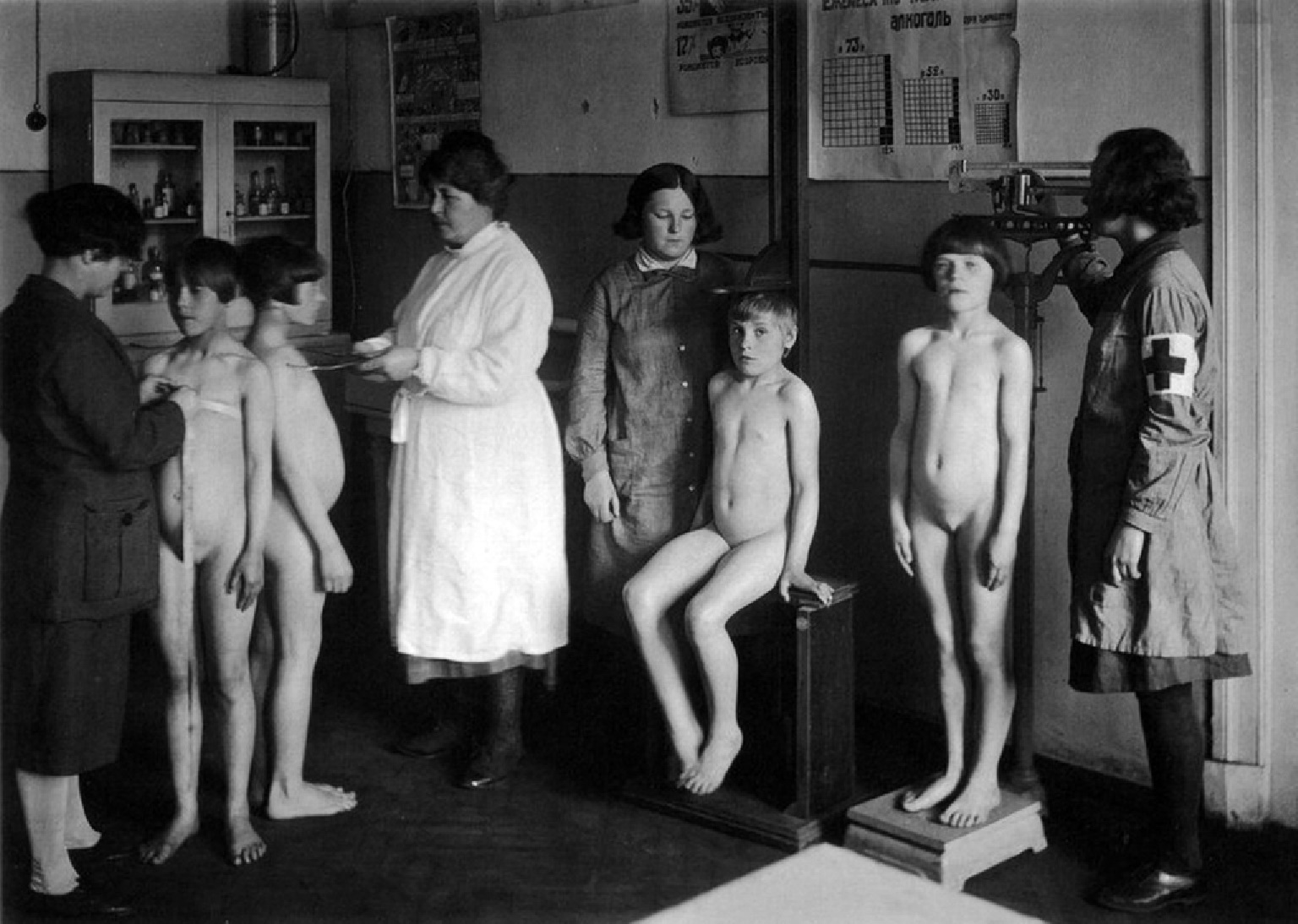
Плановый медосмотр детей в школе №19 Москвы. 1923 год

## Классификация медицинских осмотров

### По регламентированности законодательством[1]

#### Обязательные

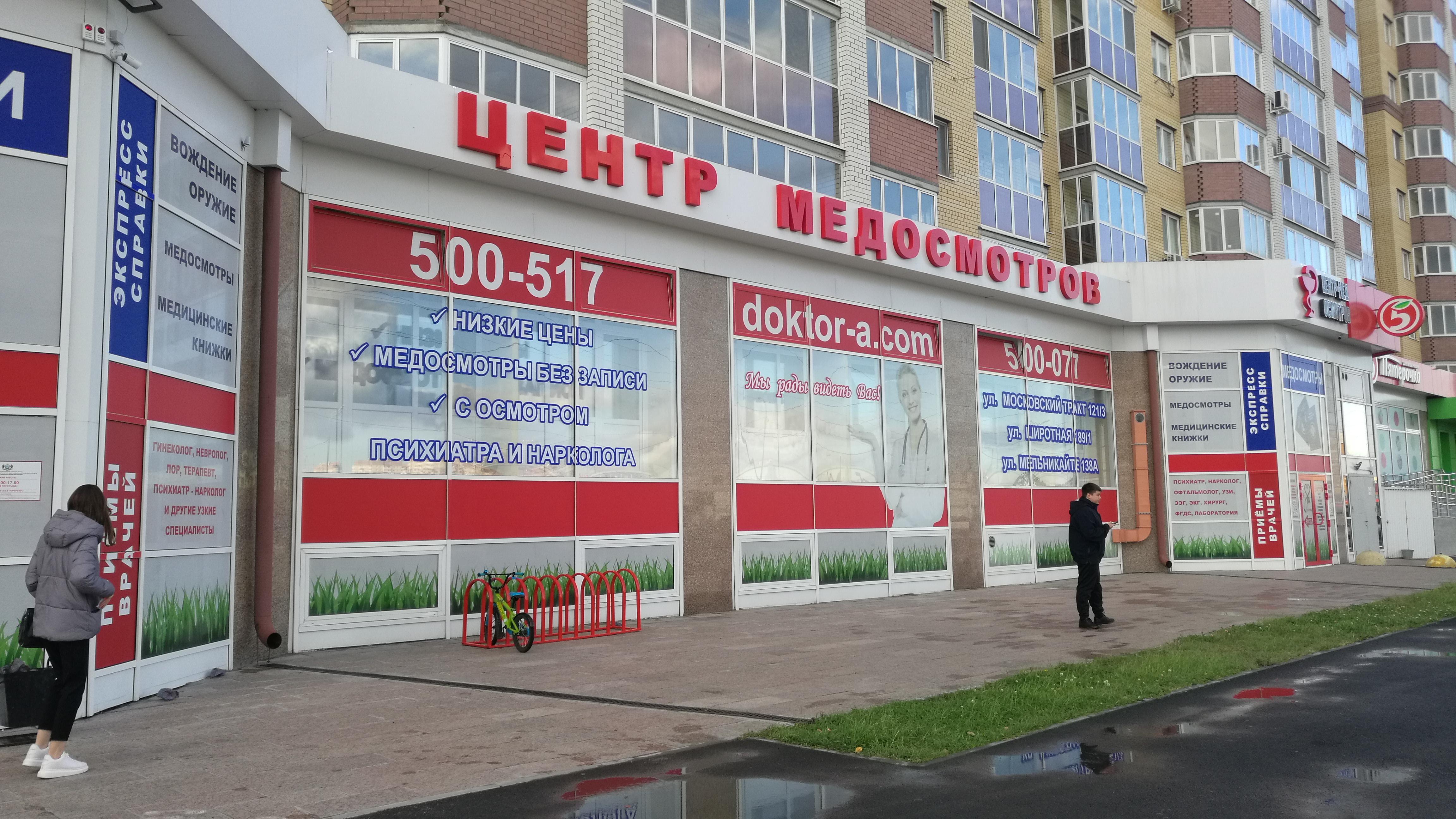
Центр медосмотров. Тюмень.

Обязанность некоторых категорий работников проходить обязательный медицинский осмотр предусмотрена Трудовым кодексом РФ и другими нормативными правовыми актами.
В Трудовом кодексе РФ (ТК РФ) установлен перечень категорий лиц, подлежащих обязательному медицинскому осмотру при заключении трудового договора (т. е. при приёме на работу).
Кто проходит обязательно?
Предварительные (при поступлении на работу) и периодические медицинские осмотры (ч. 1 ст. 213 ТК РФ) в обязательном порядке обязаны проходить :
- лица, не достигшие 18 летнего возраста;
- работники, которые заняты на тяжелых работах и работах с вредными, или опасными условиями труда, а также на работах, связанных с движением транспорта;
- лица, привлекаемые на работу в районы Крайнего Севера и приравненные к ним местности из других местностей;
- лица, которые принимаются на работу, выполняемую вахтовым методом;
- работники организаций пищевой промышленности, общественного питания и торговли; водопроводных сооружений, лечебно-профилактических и детских учреждений;
- работники, обеспечивающие движение поездов;
- работники, занятые на подземных работах;
- работники ведомственной охраны, аварийно-спасательной службы;
- спортсмены;
- работники некоторых других работодателей. Сюда относятся  также педагогические работники; судьи, прокурорские работники, работники органов внутренних дел, государственные или муниципальные служащие.

##### предварительные
Обязательный медосмотр при поступлении на работу должны проходить:
- несовершеннолетние (ст. 266 ТК РФ);
- работники, принимаемые на тяжёлую работу и на работу с вредными и (или) опасными условиями труда[a] (ч. 1 ст. 213 ТК РФ);
- работники организаций пищевой промышленности, общественного питания и торговли, водопроводных сооружений, лечебно-профилактических и детских учреждений (ч. 2 ст. 213 ТК РФ);
- работники, принимаемые на работу, непосредственно связанную с движением транспортных средств (ст. 213, 328 ТК РФ);
- работники, принимаемые на работу вахтовым методом (ст. 298 ТК РФ).

##### периодические
Частота проведения периодических медицинских осмотров (обследований) определяется соответствующими нормативными актами, но не может быть реже одного раза в два года. Лица, не достигшие возраста 21 года, проходят периодические медицинские осмотры ежегодно (ст. 213 ТК РФ).

##### предсменные, предрейсовые медицинские осмотры
Предсменные, предрейсовые медицинские осмотры проводятся перед началом рабочего дня (смены, рейса) в целях выявления признаков воздействия вредных и (или) опасных производственных факторов, состояний и заболеваний, препятствующих выполнению трудовых обязанностей, в том числе алкогольного, наркотического или иного токсического опьянения и остаточных явлений такого опьянения

##### послесменные, послерейсовые медицинские осмотры
Послесменные, послерейсовые медицинские осмотры проводятся по окончании рабочего дня (смены, рейса) в целях выявления признаков воздействия вредных и (или) опасных производственных факторов рабочей среды и трудового процесса на состояние здоровья работников, острого профессионального заболевания или отравления, признаков алкогольного, наркотического или иного токсического опьянения .  Обязательные послерейсовые медицинские осмотры проводятся в течение всего времени работы лица в качестве водителя транспортного средства, если такая работа связана с перевозками пассажиров или опасных грузов.
1. 1 2  Для отдельных категорий работников могут проводиться плановые углубленные медосмотры[2] в соответствии со специально разработанной медицинской программой[3]. Представляют собой периодические медицинские осмотры с расширенным перечнем участвующих в них врачей-специалистов и методов обследования (регулируются приказом Минздравсоцразвития от 12.04.2011 № 302н, проводятся только центрами профпаталогии).

#### Внеочередные
Согласно статье 219 ТК РФ каждый работник имеет право на внеочередной медицинский осмотр (обследование) в соответствии с медицинскими рекомендациями с сохранением за ним места работы (должности) и среднего заработка во время прохождения указанного медицинского осмотра (обследования).
Они могут проводиться как по инициативе работников (по их жалобам на ухудшение самочувствия), так и по инициативе работодателей при наличии подозрения на ухудшение состояния здоровья работника.

### По целям

#### I группа
Медицинские осмотры, проводимые с целью определения пригодности работников для выполнения работы и предупреждения профессиональных заболеваний. Таким осмотрам подлежат работники:
- занятые на тяжелых работах и на работах с вредными и (или) опасными условиями труда (в том числе на подземных работах) (часть первая статьи 213 ТК РФ);
- занятые на работах, связанных с движением транспорта (часть первая статьи 213 и часть вторая статьи 328 ТК РФ);
- не достигшие возраста 18 лет (часть первая статьи 266 ТК РФ).

#### II группа
Медицинские осмотры, проводимые с целью охраны здоровья, обеспечения санитарно-эпидемиологической безопасности населения (предупреждения возникновения и распространения инфекционных заболеваний). В соответствии с частью второй статьи 213 Трудового кодекса РФ прохождение медицинских осмотров данной группы обязательно для работников:
- организаций пищевой промышленности, общественного питания и торговли;
- водопроводных сооружений;
- лечебно-профилактических и детских учреждений;
- иных организаций.

#### 3 группа
прочие

## Процедура организации медицинских осмотров работников

### Алгоритм распределения функций, связанных с организацией проведения медицинских осмотров работников

#### организация
1. Получить согласие, поручение/распоряжение от руководителя организации.
2. Иметь действующее штатное расписание (с указанием ФИО, структурного подразделения, должностей, даты рождения, даты поступления на работу).
3. Иметь результаты проведенной аттестации рабочих мест;
4. Желательно иметь заключительные акты по медосмотрам (обследованиям), пройденным ранее.
5. Подготовить Список контингента работников, подлежащих прохождению предварительного (периодического) медицинского осмотра (обследования).
6. Подготовить Поименные списки работников, подлежащих прохождению периодического медицинского осмотра (обследования).
7. Подготовить образец направления работников, для прохождения предварительного (периодического) медицинского осмотра (обследования).
8. Проверка мед организации (наличие врачей , время осмотра, сумма за осмотр)

#### ЛПУ
1. Направление
2. Паспорт
3. В некоторых медицинских учреждениях требуют военный билет (для мужчин), полис обязательного медицинского страхования и т.д.
Теперь конкретнее, про направление. Из чего оно должно состоять:
наименование работодателя; форма собственности и вид экономической деятельности работодателя по ОКВЭД;наименование медицинской организации, фактический адрес ее местонахождения и код по ОГРН; вид медицинского осмотра (предварительный или периодический); фамилия, имя, отчество лица, поступающего на работу (работника); дата рождения лица, поступающего на работу (работника); наименование структурного подразделения работодателя (при наличии), в котором будет занято лицо, поступающее на работу (занят работник); наименование должности (профессии) или вида работы; вредные и (или) опасные производственные факторы, а также вид работы в соответствии с утвержденным работодателем контингентом работников, подлежащих предварительным (периодическим) осмотрам; Направление подписывается уполномоченным представителем работодателя с указанием его должности, фамилии, инициалов; Направление выдается лицу, поступающему на работу (работнику), под роспись.
ЛПУ пишет Заключительный акт и направляет в организацию.

## Фиктивные или формальные медосмотры
Медосмотры когда врачи пишут, что человек здоров и годен для выполнения работы или службы в армии, хотя на самом деле это не так, также возможна постановка медосмотра без посещения врачей или с посещением, но без осмотра, например за взятку. Такие действия могут привести к уголовному наказанию, например врачей могут привлечь по статье мошенничество. 

## Дополнительные источники
- Шаткин И. В., Шахгельдянц А. Е. Медицинский осмотр // Большая медицинская энциклопедия : в 30 т. / гл. ред. Б. В. Петровский. — 3-е изд. — М. : Советская энциклопедия, 1980. — Т. 14 : Медицина — Меланоз. — С. 437—438. — 496 с. : ил.